# Звенигородские ведомости
«Звенигородские ведомости» — еженедельная газета городского округа Звенигород Московской области.
В газете публикуется самая актуальная информация обо всех сферах жизнедеятельности города — общественно-политическая, культурно-спортивная, безопасность и правопорядок, краеведение и православие, истории из жизни горожан, полезные советы и многое другое.
Газета информирует горожан о деятельности областных министерств и ведомств, администрации Звенигорода, рассказывает о культурной и общественной жизни. На страницах газеты публикуются официальные документы: постановления главы городского округа, решения Совета депутатов, протоколы, объявления о конкурсных заявках.
Является единственным бесплатным официальным районным изданием.
Согласно статистическим данным, «Звенигородские ведомости» занимают одно из первых мест в Московской области по охвату жителей (газету читает каждый шестой звенигородец), а также по объему привлеченной рекламы.

## История
Первый номер газеты вышел в начале марта 1991 года.
Газета была создана по инициативе Вячеслав Владимировича Игумнова, впоследствии проработавшего несколько лет заместителем главного редактора газеты.
В 2000 году главный редактор газеты участвовал в жюри первого конкурса красоты Звенигорода.
С 2004 году главным редактором газеты и директором Звенигородского информационного агентства Московской области был Александр Васильевич Кузнецов. Под его руководством газета не раз становилась победителем и лауреатом престижных журналистских конкурсов.
В начале марта 2016 году газета «Звенигородские ведомости» отметила свой 25-летний юбилей, получив поздравления от заведующего Отделом взаимодействия с муниципальными образованиями Главного управления по информационной политике Московской области Ларисы Журковой, главы Звенигорода Александра Смирнова, председателя Совета депутатов Звенигорода Ларисы Белоусоваой, секретаря Союза журналистов России, председателя Союза журналистов Подмосковья Натальи Чернышовой. Мероприятие состоялось в Звенигородской библиотеке, где гостей поздравляли юные музыканты . На торжественной встрече присутствовали редакторы газеты разных лет — Краснов Олег Юрьевич, Кузнецов Александр Васильевич, журналисты и фотографы газеты, почетные гости, жители Звенигорода..

## Приложения
Газета выпускала следующие приложения: "Звенигородской колокол", "Наш дом", "Колокольчик", "Ежедневные новости Подмосковья", "В гостях у жирафа", "Наше Подмосковье", "Шалтай-болтай".
Также была осуществлена печать спецвыпуска "Пожарная безопасность".

## Настоящее время
Директор и главный редактор: Морсикаева Эльвира Исаковна
Тираж газеты составляет 3 тысячи копий
В Звенигороде газета распространяется бесплатно.
Периодичность издания — один раз в неделю по пятницам.
Формат бумаги — А3. Издание цветное, содержит 12 страниц.

## Награды
В 2012 году «Звенигородские ведомости» стали лауреатом Всероссийского профессионального журналистского конкурса «Лучшее местное издание России».